# Квинт Аврелий Мемий Симах
Квинт Аврелий Мемий Симах Младши (на латински: Quintus Aurelius Memmius Symmachus; † 525/526 г.) e римски политик и историк през 5 и 6 век.

## Биография
Симах произлиза от една от най-богатите и прочути западноримски фамилии Аврелии – Симахи. Той е вероятно правнук на оратора Квинт Аврелий Симах и Рустициана. Баща му Квинт Аврелий Симах e консул през 446 г.
Симах има три дъщери (Рустициана, Гала и Проба). Осиновява Аниций Манлий Северин Боеций, който се жени за Рустициана и двамата имат двама сина Симах и Боеций, които са заедно консули през 522 г.
Симах е християнин, един от най-учените по неговото време, прочут с богатството си и голямата си библиотека и мецен. Той пише исторически книги на латински, както загубените 7 книги Historia Romana. Цитиран е от Йорданес (Getica 15, 83ff.).
Той се разбира добре с остготите и Одоакър и става praefectus urbi между 476 и 491 г. През 485 г. Симах Младши е консул с колега post consulatum Теодорих Велики на Изток. Става patricius през 510 г. с ранг caput senatus и посещава Константинопол.
През последните години на управлението на Теодорих Велики той е обвинен в предателство и конспирация с Юстин I против краля. През 525 или 526 г. е екзекутиран, една година след Боеций.